# José María Alfaro
 (mars 2024).
Si vous disposez d'ouvrages ou d'articles de référence ou si vous connaissez des sites web de qualité traitant du thème abordé ici, merci de compléter l'article en donnant les références utiles à sa vérifiabilité et en les liant à la section « Notes et références ».
José María Alfaro Polanco (1905-1994) est un écrivain, diplomate et député à la chambre des Cortes espagnoles. D'abord un journaliste espagnol franquiste, il a dirigé de nombreux grands journaux et été président de l'agence de presse EFE.

## Biographie
Né en 1905 à Burgos, José María Alfaro Polanco a commencé sa carrière comme journaliste littéraire au service du quotidien El Sol de 1931 à 1932.  A l'âge de seulement  aux 27 ans, en 1933, il décroche un "Prix National de Littérature" et fait partie des auteurs conservateurs les plus réputés des années 1930. Il a travaillé ensuite sous les ordres de José Antonio Primo de Rivera, qui fut directeur de la Phalange espagnole , un mouvement politique franquiste, de 1933 a 1934.
Lui-même intègre le conseil national de la Phalange espagnole en 1934, où il est présenté comme l'un des rénovateurs, avec Primo de Rivera, à une époque où le mouvement franquiste exclut toute idée de créer en son sein une milice ou une organisation de type 'chemises brunes". Puis en 1935, il entre à la rédaction du journal catholique conservateur Ya, où se retrouvent de nombreux militants de la Phalange espagnole.

### Guerre Civile et Après-guerre
Pendant la Guerre civile espagnole il est astreint à assurer la protection de Carlos Morla Lynch (es), avant d'être nommé sous-secrétaire à la presse et la propagande en 1939. Il se fait ensuite élire président en 1942 du club de la presse de Madrid puis de la Fédération nationale des clubs de la presse espagnols.
À partir de 1946, il dirige la revue Escorial et collabore à une série de publications parmi lesquelles La Vanguardia Española, La Gaceta del Norte (es), et Informaciones (es). Il continue à écrire des livres, dont l'un est consacré au récit de la Guerre civile espagnole
Après la mort de Franco, il est nommé président de l'agence de presse EFE, poste qu'il occupe pendant sept ans, de 1976 à 1983.

### Diplomatie et Littérature
En 1947, il devient ambassadeur d'Espagne en Colombie, puis est nommé en Argentine de 1955 à 1971. Il est par ailleurs l'auteur de pièces de théâtre comme La última farsa et de romans comme Leoncio Pancorbo (1942).